# Alexander Dale Oen
Alexander Dale Oen (Øygarden, 21 de maio de 1985 – Flagstaff, 30 de abril de 2012) foi um nadador norueguês.
Ganhou medalha de prata nos Jogos Olímpicos de Pequim 2008, e se tornou campeão mundial em Xangai 2011, na prova dos 100 metros peito.

## Morte
Em 30 de abril de 2012, às vésperas de participar dos Jogos Olímpicos de Londres, e um dos favoritos para ganhar uma medalha na prova dos 100 metros peito, Dale Oen foi encontrado morto no chuveiro, logo após um treino em Flagstaff, no estado do Arizona, Estados Unidos. A causa da morte teria sido uma parada cardíaca.
Dale Oen era considerado um herói nacional na Noruega, país sem tradição em formação de nadadores (era o melhor nadador da história do país, de acordo com seus resultados). A medalha de ouro no Mundial de 2011 foi conquistada no mesmo dia em que ocorreu o maior massacre da história do país - 77 pessoas foram mortas pelo terrorista Anders Breivik.

## Prêmios
- Nadador Europeu do Ano - 2011
- Personalidade Norueguesa do Ano - 2011